# Perenniporia ellisiana
Perenniporia ellisiana är en svampart som först beskrevs av F.W. Anderson, och fick sitt nu gällande namn av Gilb. & Ryvarden 1985. Perenniporia ellisiana ingår i släktet Perenniporia och familjen Polyporaceae.   Inga underarter finns listade i Catalogue of Life.